# Толгфорс, Стен
Стен Стуре Толгфорс (швед. Sten Sture Tolgfors; род. 17 июля 1966 года, Форсхага, Вермланд, Швеция) — шведский государственный деятель, министр внешней торговли (2006—2007) и обороны (2007—2012).

## Биография
Окончил университет в Эребру, в 1991—1994 служил в городском Совете.
Член Риксдага от графства Эребру в 1994—2013 (1996—1998 — комитет предпринимательства, 1998—2002 и 2003—2006 — комитет образования, 2002—2003 — комитет соцобеспечения, в 2006 — председатель комитета по иностранным делам).
С 2003 г. — член исполнительного совета Умеренной партии.
Министр внешней торговли (24 октября 2006 — 12 сентября 2007) и обороны (12 сентября 2007 — 29 марта 2012).
В качестве министра обороны был непопулярен у офицеров, так как в своё время уклонился от военной службы (служил в обществе Красного Креста).
Ушёл в отставку после скандала, связанного со строительством военного завода в Саудовской Аравии.
Покинул место в Риксдаге 31 января 2013 года.